# Luiz Carlos da Costa
Luiz Carlos da Costa (4. juni 1949 – 12. januar 2010) var en brasiliansk international embedsmand, der begyndte at arbejde for FN i 1969, han var medlem af organisationen indtil sin død. Han døde sammen med sin overordnede, Hédi Annabi, som følge af Jordskælvet i Haiti i 2010.
Den 18. januar 2010, rejste FN's generalsekretær Ban Ki-moon og flere højtstående FN-embedsmænd fra New York til Port-au-Prince at se ødelæggelserne i Haiti, hvor der blev afholdt en lille mindehøjtidelighed med begge de afdødes familier i lufthavnen i Port-au-Prince.
Han var den højst rangerende brasilianer i FN. Efter hans død, blev han beskrevet af FN's generalsekretær Ban Ki-moon som "en legende af FN's fredsbevarende operationer".